# Relations entre Israël et le Venezuela
Les relations entre Israël et le Venezuela font référence aux relations étrangères entre les deux pays. Ces deux nations n'entretiennent plus de relations formelles depuis 2009. Le Canada sert de puissance protectrice d'Israël au Venezuela par l'intermédiaire de son ambassade à Caracas, tandis que l'Espagne sert de puissance protectrice du Venezuela en Israël par l'intermédiaire de son ambassade à Tel Aviv.
Le Venezuela a voté en faveur de l’adhésion d’Israël aux Nations unies en 1949 et a établi des relations diplomatiques.
Bien que les relations entre les deux pays aient été traditionnellement fortes, elles se sont considérablement détériorées sous la présidence de Hugo Chávez, en raison des convictions du président vénézuélien concernant la guerre du Liban de 2006, et en partie à cause de la politique étrangère de Chávez (en) à l'égard de l'Iran et de l'opposition politique d'Israël à son égard. Hugo Chávez s’est également positionné sur la scène mondiale par opposition à la politique étrangère américaine: les États-Unis et Israël sont partenaires dans la défense et les relations internationales, en particulier au Moyen-Orient. À la suite du conflit Israël-Gaza de 2008-2009, le Venezuela a rompu toutes ses relations diplomatiques avec Israël, condamnant ses actions. Le 27 avril 2009, le ministre vénézuélien des Affaires étrangères (et futur président) Nicolás Maduro a rencontré le ministre des Affaires étrangères de l'Autorité nationale palestinienne, Riyad al-Maliki, à Caracas, où des relations diplomatiques formelles ont été établies.

## Historique
Le Venezuela vote en faveur du plan de partage de la Palestine des Nations unies le 29 novembre 1947 et établit ensuite des relations diplomatiques avec Israël.
Le premier représentant du Venezuela en Israël, Romulo Araujo, arrive dans les années 1960 et est basé à l'hôtel King David à Jérusalem. Un an plus tard, la mission est installée dans le quartier de Katamon (en), au 28 Rachel Imenu, où elle reste jusqu'en 1980. En 1962, les liens sont renforcés, de sorte que des ambassadeurs à part entière soient mis en place dans chacun des deux pays. De 1960 à 1964, Vicente Gerbasi (en), poète, est représentant et ambassadeur du Venezuela. Il est remplacé par Pedro Abreu et, au début des années 1970, Napoléon Gimenez prend la relève. En 1980, lorsque le Venezuela et de nombreux autres pays choisissent de déplacer leurs ambassades hors de Jérusalem, Luis La Corte est alors ambassadeur. En 1962, Gerbasi offre à un village arabe un tracteur venant du Venezuela. Pendant la guerre des Six Jours, de nombreux Juifs vénézuéliens se rendent en Israël pour combattre du côté israélien.
Lorsque les Nations unies adoptent la résolution 3379 de l'Assemblée générale le 10 novembre 1975, "déterminant que le sionisme est une forme de racisme et de discrimination raciale", le Venezuela s'abstient. La résolution est ensuite révoquée en 1991.
Milos Alcalay (en) est ambassadeur du Venezuela en Israël de 1992 à 1995. Le ministre israélien des Affaires étrangères Shimon Peres se rend à Caracas en janvier 1995, sous la deuxième administration Caldera, pour "cimenter les liens avec les pays amis et approfondir la coopération dans des domaines d'intérêt mutuel". Le ministre vénézuélien des Affaires étrangères souligne que "l'accueil réservé au ministre Peres est sans précédent".

## Relations récentes
En 2005, le directeur exécutif de l'American Jewish Committee fait état "d'une ambassade israélienne active à Caracas et d'un commerce bilatéral modeste mais croissant".

### Accord des F-16 de 2005
En 2005, Israël conclut un accord avec le Venezuela pour entretenir et moderniser ses avions de combat F-16 construits aux États-Unis, mais l’administration Sharon provoque la colère du Département d’État américain lorsqu’elle vend des drones aériens à la Chine. En octobre 2005, le Département d’État empêche la conclusion d’un accord israélo-vénézuélien sur les F-16 en refusant d’accorder une licence d’exportation au gouvernement israélien. Le JINSA rapporte que le Département d'État "a demandé" au gouvernement israélien de mettre fin à tous les contrats militaires avec le Venezuela qui impliquent une technologie dérivée des États-Unis et de s'abstenir de vendre à l'avenir de la technologie militaire israélienne au Venezuela.

### Conflit Israël-Liban de 2006
En réponse à la frappe aérienne israélienne de Cana, le 31 juillet, le vice-président José Vicente Rangel déclare: "Ce meurtre de dizaines de femmes et d'enfants n'a aucune justification. L'ONU et d'autres nations puissantes partagent la responsabilité de l'attaque parce qu'elles ont répondu à la campagne militaire d'Israël en Palestine et au Liban, avec silence et omissions. Le Venezuela n'a jamais eu d'attitude anti-juive, reconnaît l'existence d'Israël en tant qu'État, accueille la communauté juive et garantit son respect total".
Dima Khatib, d'Al Jazeera, rapporte que Hugo Chávez est le premier chef d'État à condamner sévèrement Israël à propos du conflit israélo-libanais, avant même tout pays arabe ou musulman. Le 3 août 2006, le dirigeant vénézuélien ordonne au chargé d'affaires vénézuélien en Israël de revenir de Tel Aviv à Caracas, pour protester contre le conflit israélo-liban de 2006,. Selon le Miami Herald, deux jours plus tard, dans son émission de radio dominicale "Aló Presidente" ("Bonjour le Président"), Chávez accuse Israël de "devenir fou et d'infliger aux peuples de Palestine et du Liban la même chose qu'ils ont critiquée, et avec raison: l'Holocauste. Mais c'est un nouvel Holocauste" avec l'aide des États-Unis, qu'il qualifie de pays terroriste. Il ajoute que les États-Unis refusent "de permettre au Conseil de sécurité de prendre la décision de mettre un terme au génocide qu'Israël commet contre les peuples palestinien et libanais". Le gouvernement israélien répond en rappelant l'ambassadeur d'Israël au Venezuela. Chavez répète sa comparaison avec l’Holocauste quelques jours plus tard.
Dans le monde arabe, les actions et les commentaires de Hugo Chávez sont largement salués, Al-Ahram Weekly commente que Chávez est "devenu le leader le plus populaire du monde arabe". Selon la Jewish Telegraphic Agency, Chávez "poursuit des relations stratégiques plus étroites avec les pays arabes et l'Iran, et apparaît comme un partisan clé du président iranien Mahmoud Ahmadinejad".
Le ministre vénézuélien du Pétrole, Rafael Ramirez, déclare le 13 août 2006 que le Venezuela n'approuverait pas un embargo pétrolier de l'OPEP en réponse à la crise du Moyen-Orient. Il attribue la hausse record des prix du pétrole à la "politique d'agression permanente des États-Unis envers le Venezuela, l'Iran et les pays du golfe Persique".
Le 25 août 2006, Reuters rapporte que Chávez appelle à ce que les dirigeants israéliens soient jugés pour génocide pour les "meurtres commis lors du conflit libanais". S'exprimant depuis Pékin, le président vénézuélien déclare que l'Israël a "fait quelque chose de similaire ou, peut-être pire, qui sait, que ce que les nazis ont fait".
En août 2006, lors de la visite du président vénézuélien en Syrie, El Universal rapporte que les gouvernements syrien et vénézuélien ont exigé qu'Israël se retire du plateau du Golan.

### 2008
En 2008, lors de la crise avec la Colombie à propos de l'intrusion (en) de cette dernière en Équateur, Hugo Chavez déclare que "le gouvernement colombien est devenu l'Israël de l'Amérique latine". Ce faisant, il réitère également ses critiques à l'égard des frappes des Forces de défense israéliennes contre des militants palestiniens. Ses propos sont critiqués par l'ambassadeur israélien en Argentine, Rafael Eldad (en), accusant Chavez d'avoir "introduit la culture de la haine en Amérique latine" tout en appelant à des messages de paix et de calme pour la région.

### Guerre à Gaza (2009)
Le 5 janvier, Hugo Chávez qualifie la violence de "terrorisme d'État", qualifiant les attentats "d'Holocauste, c'est ce qui se passe en ce moment à Gaza". Le dirigeant vénézuélien accuse Israël de "violations flagrantes du droit international" et déclare que le Premier ministre israélien et le président américain seraient jugés par la Cour pénale internationale. Le Venezuela expulse l'ambassadeur d'Israël au Venezuela et une partie du personnel de l'ambassade, et Hugo Chávez appelé à ce qu'Ehud Olmert soit jugé pour crimes de guerre,. Le gouvernement israélien riposte en expulsant les diplomates vénézuéliens du pays.
Le 27 avril 2009, le Venezuela reconnait officiellement l'existence de l'État de Palestine.
En avril 2009, Israël choisit le Canada comme puissance protectrice au Venezuela,. En septembre 2009, le ministère vénézuélien des Affaires étrangères désigne l'Espagne comme puissance protectrice en Israël.

### 2010
Lors d’un rassemblement en juin 2010, Hugo Chávez affirme "qu’Israël finance l’opposition vénézuélienne. Il y a même des groupes de terroristes israéliens, du Mossad, qui me poursuivent et tentent de me tuer". En réponse, le directeur exécutif de l'AJC, David Harris, déclare : "Ces accusations sans fondement du président Chávez sont carrément dangereuses et sont utilisées par lui pour renforcer sa propre position politique". Dans le même discours, le dirigeant vénézuélien qualifie Israël "d'État terroriste et meurtrier",,.
Lors d'une visite du président syrien Bashar el-Assad au Venezuela en juin 2010, Hugo Chávez accuse Israël d'être "le bras assassin des États-Unis".

### 2017
En mars 2017, le président Nicolas Maduro annonce sa "volonté' de rétablir les relations avec Israël à la suite d'une rencontre avec le grand rabbin sépharade du Venezuela, Isaac Cohen.

### 2019
Le 27 janvier 2019, le Premier ministre israélien Benyamin Netanyahou reconnaît le président de l'Assemblée nationale du Venezuela, Juan Guaidó, comme président par intérim du Venezuela.
Plus tard cette année-là, en août 2019, Juan Guaido nommé le rabbin Pynchas Brener (en) comme nouvel ambassadeur en Israël.